# 박주부 초상
박주부 초상(朴主簿 肖像)은 부산광역시 영도구 국립해양박물관에 있는, 종6품 주부主簿 박위보(偉甫)의 초상화이다. 2020년 1월 29일 부산광역시의 문화재자료 제113호로 지정되었다.

## 지정 사유
국립해양박물관이 소장한 작품으로 종6품 주부主簿 박위보(偉甫)의 초상 1점이다. 1713년 64세의 나이로 왜학역관 문위행問慰行으로 대마도를 다녀온 박재창(朴再昌, 1649～1720년 이후)의 제사題辭가 기록되어 있는 족자형 그림이다. 화면의 향 좌측 상단부를 비롯하여 하단부의 바탕지까지 박락이 진행 중이며, 박주부의 의복에선 붓을 대어 보태거나 호분과 금니로 지워서 고친 흔적이 남아있다.
화면 위쪽에 있는 글은 자字가 도경道卿인 박재창의 제사이다. 이 제사와 끝에 찍힌 인장은 그림에 담긴 사연을 말해주며, 시기 등에 대한 단서를 품고 있다. 그는 1713년에 예조에서 대마도를 지배하는 다이묘大名에게 보내는 사절단, 즉 문위행의 일본어 통역관 수장 堂上譯官으로 참여하였다. 글을 요약하면 이렇다. 1713년癸巳에 조정의 명으로 대마도에 건너간 박재창은 다음해 1714년 2월 인위 조린(仁位朝隣)을 만나게 되었다. 그때 이 일본인이 초상화 한 폭을 보여주자 그는 그림에 담긴 사연을 물었다. 인위 조린은 자신이 부산의 초량에 왔을 때, 종6품 주부主簿이며 성이 박씨고 자호가 위보(偉甫)인 조선인에게 학업을 익혀 사제의 인연을 맺었으나 헤어지게 된 뒤에는 그를 잊지 못하여 초상화를 제작하고 아침저녁으로 술잔을 올렸다고 하였다. 박주부의 숙부였던 박재창은 사연을 들은 후 세상에 어찌 이렇게 지성한 사람이 있을까 감탄하고 초상화에 글을 적었던 것이다. 아마도 인위 조린은 대마도에 온 박재창이 박주부의 숙부라는 소식을 듣고 초상화의 제사를 받고자 방문한 것 같다. 이로써 초상화의 주인공은 부산의 의원 박주부가 된다. 인위 조린이 박주부에게 무엇을 배웠는가는 명시되어 있지 않으나 박주부가 의원이었으므로 의학 지식이었을 것이다. 박재창과 자호가 위보인 박주부, 그리고 인위 조린은 어떤 인물이었을까. 인위 조린은 대마도에 거주하는 인물이라는 점 외에는 확인이 어려우나 두 조선인은 대강 알 수 있다. 찬문 말미에는 본적 등을 담은 도장貫籍世家印인 ‘무안후인務安後人’이 날인되어있다. 그러므로 제사자와 그림 속 주인공의 본관은 무안박씨務安朴氏가 된다. 이들은 전형적인 중인 가문의 일원으로, 박재창은 물론 그의 증조부부터 자식 항렬까지 왜어 역관이 다수 배출되었으며 의관 등도 나왔다. 인위 조린이 박주부를 만나 학업을 배운 초량은 바로 왜관이며, 일본 의원이 조선의학계에 갖는 학문적인 동경심이 그대로 드러나 있다.
초상화의 인물은 흉배(胸背)가 달린 관복과 비슷한 옷을 입고 품대(品帶)를 차고 있어서 마치 조선이나 명(明)의 관복 (官服)을 연상시킨다. 그리고 품계를 나타내는 흉배의 공작 같은 문양이나 종6품 주부가 찰 수 없는 금대(金帶)와 그 속의 문양은 법식에 너무나 어긋나 있어서 정확한 이해를 갖고 그린 것이 아니라 형식만을 기억하거나 알고 있는 상태에서 그린 것 같다. 인위 조린이 그렸는가는 확인되지 않아 확증할 수 없으나 적어도 이 그림은 당시 일본 내의 화단의 주요 유파이며 어용화사로 활동한 카노파(狩野派) 화풍과 관련이 있다. 오른쪽으로 꽤 비스듬히 앉아 있는 인물의 자세가 특징적이며, 인물의 외곽선은 일반적인 인물화의 묘법描法을 사용하여 굵기의 변화와 끊김이 자유롭다. 이러한 모습과 기법은 마치 카노츠네노부(狩野常信, 1636～1713)가 1711년에 그린 국립중앙박물관 소장 <조태억 초상>을 연상시킨다. 복식은 정복(正服)에 해당하는 관복 형태이나 당초문 같은 문양이 들어가 있어서 마치 도교 선인이 입는 포를 연상시키며, 원형이고 금으로 그려져 있는 옷의 문양과 그 위치 중에는 양 어깨에 있는 것도 있어서 왕의 보(補) 같기도 하다. 또한 신발은 성현이나 신선의 인물 모습에 자주 등장하는 방리(方履)와 비슷하다. 이렇게 실재하는 동시대 인물의 모습을 그릴 때, 성현과 신선의 의관(衣冠)을 입히는 경우는 해당 인물을 존숭하고자 할 때 사용하는 방식으로, 조선에는 초상화법이 엄격한 탓에 18세기 후반부터 조금씩 나타나지만 일본에서는 꽤 일찍부터 보인다.
1713년 이전에 그려진 18세기 초에 조선인과 일본인이 맺은 사제의 정을 표현한 한일교류의 상징물이라고 할 만하다. 특히 의술로 맺어진 인연을 나타낸 최초의 작품이기에 의의가 더욱 높으며, 조선의 의사를 표현한 가장 앞선 작품이라고 할 수 있다.

## 참고 문헌
- 박주부 초상 - 국가유산청 국가유산포털